# 馬克薩斯島短額鮃
馬克薩斯島短額鮃為輻鰭魚綱鰈形目鰈亞目鮃科的其中一種，為熱帶海水魚，分布於中太平洋馬克薩斯群島海域，棲息深度108-408公尺，體長可達6.5公分，棲息在底層水域，生活習性不明。

## 扩展阅读
維基物種上的相關：馬克薩斯島短額鮃